# Рафинерија нафте Брод
Рафинерија нафте Брод је основана 1892. године од стране мађарске компаније за хемијску индустрију „Даница“. Капацитет фабрике је био 25.000 тона годишње. Рафинерија стоји у граду Брод, Република Српска, БиХ.
Због свог географског положаја општина Брод је била логичан избор за изградњу Рафинерије нафте. Лак приступ ријеци Сави која је пловна од Сиска до ушћа у Дунав и даље до Црног мора, као и веза са пругом нормалног колосијека са земљама Европе, а пругом уског колосијека са Босном. Такође, у Броду се налазила велика претоварна жељезничка станица. Године 1927, након преговора са „Стандард Оил Цомпанy“, држава продаје Рафинерију нафте. Нови власник гради нову дестилацију капацитета 300 тона дневно. Са почетком Другог свјетског рата, „Standard Oil Company“ напушта Југославију.
Након Другог свјетског рата, „Рафинерија нафте Брод“ а.д. је обновљена и национализована. Изграђена су нова постројења већег капацитета прераде уз тенденцију повећања секундарне прераде. На бази ових капацитета прерадом постројења — термичког крекинга капацитет се повећао на 1.800 тона дневно, а са отклањањем уских грла у производњи 1960. године, капацитет се повећао на 2.500 тона. Све већа моторизација, раст потребе за горивима као и развој технологије прераде нафте у свијету, утицали су да се бродска рафинерија окрене изградњи линије  Snam Progetti капацитета 2.000.000 т/г. Ова линија је завршена 1968. године и зовемо је стара линија прераде. Садашњи капацитет старе линије је 1.200.000 тона прераде на годину.
Године 1990. изграђена је нова линија капацитета прераде 3.000.000 тона нафте годишње коју чине десетак производних процеса. Нова линија је требало да задовољи велике потребе тржишта за нафтним дериватима и петрохемијским сировинама. Амбициозни планови развоја „Рафинерије нафте Брод“ а.д. прекинути су 1991. године са почетком грађанског рата на просторима бивше СФРЈ. Завршетком рата пришло се санацији ратних штета и ревитализацији „Рафинерије нафте Брод“ а.д.
Продајом Рафинерије руској компанији „Зарубежнефт“ а.д. завршена је обнова и пуштена у рад стара линија прераде, капацитета 1,2 млн. т/год. Модернизован је комплекс за обраду отпадних вода и пуштена у рад станица за биолошко пречишћавање отпадних вода из производње. Године 2009. започета је обнова објеката на новој производној линији. У априлу 2009. завршена је реконструкција постројења за хидродесулфуризација дизел горива, што је омогућило производњу дизел горива са садржајем сумпора испод 50 ппм (стандард Еуро-4). У априлу 2009. пуштено је у рад постројење за добијање битумена. У августу 2009. године пуштена је у рад секција за пречишћавање гасова и добијање чистог сумпора у циљу повећања заштите животне средине.